# زمین‌لرزه نوامبر ۱۹۳۰ ژاپن
زمین‌لرزه ژاپن  در تاریخ ۲۵ نوامبر ۱۹۳۰ میلادی، برابر با ‎۴ آذر ۱۳۰۹، ساعت ۱۹:۰۲:۵۱ به زمان یوتی‌سی در ژاپن رخ داد. ژرفای این زلزله ۳۵ کیلومتر بود. بزرگی آن ۶٫۹ در مقیاس Mw اعلام شده‌است. زمین‌لرزه به وقت محلی در روز چهارشنبه، ساعت ۴ روی داده و منطقه زمانی آن یوتی‌سی +۹ بوده‌است .
سازمان زمین‌شناسی آمریکا نیز جای این زمین‌لرزه را در مختصات ۳۵°شمالی ۱۳۹°شرقی / ۳۵°شمالی ۱۳۹°شرقی و بزرگی آنرا برابر با ۷٫۱ در مقیاس ریشتر اعلام کرده‌است. ژرفای گزارش شده از سوی این سازمان ۱۹ کیلومتر می‌باشد.
شمار کشتگان زلزله حدود ۲۷۲ نفر بوده‌است.تعداد زخمیان ۵۷۲ نفر برآورده شده‌است.